# إلسي ليزا
إلسي ليزا (بالإنجليزية: Elsie Lessa)‏ (5 أبريل 1914، ساو باولو في البرازيل - 17 مايو 2000، كاشكايش في البرتغال)؛ كاتِبة، صحفية وروائية برازيلية.